# Weverslo
Weverslo is een buurtschap op twee kilometer ten zuiden van Merselo.
De buurtschap werd reeds genoemd in 1407. Er zijn enkele monumentale boerderijen, zoals de kortgevelboerderij "De Martiene Plats" waarvan de geschiedenis tot 1640 teruggaat.
Bij Weverslo ligt de Weverslose Schans.

## Weverslose Berg
Enkele honderden meter ten zuidwesten van Weverslo ligt de Weverslose Berg. Dit is een voormalig stuifduin dat bebost is en met 38,6 meter het hoogste punt van Noord-Limburg is. Boven op dit duin is een uitzichtpunt. Het bos bestaat voornamelijk uit eiken, die gebruikt werden voor hakhout en tevens het stuifzand vastlegden. Na de Tweede Wereldoorlog werd er geen hakhout meer geoogst en groeiden de eiken tot een bos uit.
Blitterswijck · Castenray · Geijsteren · Heide · Leunen · Merselo · Oirlo · Oostrum · Smakt · Venray · Veulen · Vredepeel · Wanssum · Ysselsteyn

Buurtschap: Beek · Boddenbroek · Boshuijzen · Brabander · Endepoel · Haag · Hoogriebroek · Kleindorp · Klein-Oirlo · Laagriebroek · Loobeek · Molenhoek · de Nachtegaal · Overbroek · Scheide · Schoor · Weverslo · Zandhoek

Limburg: Steden en dorpen      Nederland: Provincies · Gemeenten